# Pic de la Mine

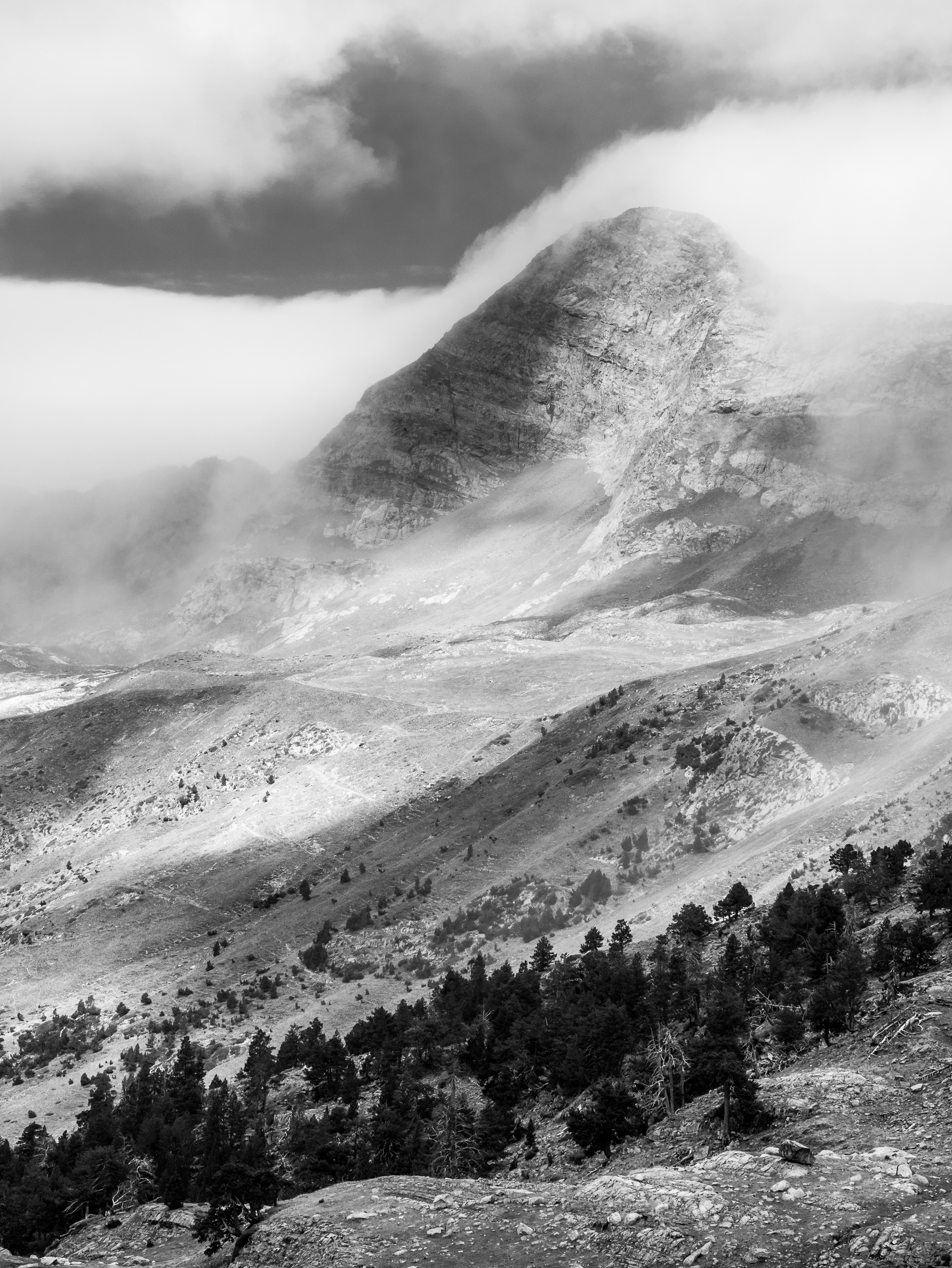
Vue du pic de la Mine depuis le trou du Toro.

Le pic de la Mine (en espagnol, pico de la Mina) est un sommet des Pyrénées culminant à 2 704 ou 2 706 m). Il se situe sur la frontière franco-espagnole, au sud de Bagnères-de-Luchon, dans le Luchonnais (Haute-Garonne).

## Étymologie
Le pic de la Mine tire son nom de très anciennes mines qui y auraient été exploitées.

## Géographie
Il est séparé de son voisin à l'ouest, le pic de Sauvegarde, par le port de Vénasque. Sa face nord-ouest, vers la vallée de la Pique, est abrupte. À l'est, une arête rejoint le pic de l'Escalette et le col de l'Escalette. L'arête nord-est est marquée par trois aiguilles caractéristiques : l'aiguille Morin (première ascension par J. Morin, J. Giroix et M. Gysin, en 1923), le Bec de Corbeau (2 595 m, première ascension par J. Haurillon et Rouyer, en 1911) et le Petit Corbeau, et se prolonge vers le pic de la Frêche et le pic de la Pique.
Le sommet offre un vaste panorama sur l'Aneto et la Maladeta, et la vue s'étend jusqu'aux Posets, le Perdiguère, l'Arbizon. L'ascension du pic de la Mine, par différentes voies, est difficile car la qualité du rocher est médiocre.

### Climat
Le climat est de type montagnard atlantique. Parmi les 28 balises Nivôse de Météo-France, une se trouve en Haute-Garonne, installée près du refuge du Maupas à 2 430 m, proche du pic de la Mine.